# Wells (Teksas)
Wells je gradić u američkoj saveznoj državi Teksas. Prema popisu stanovništva iz 2010. u njemu je živjelo 790 stanovnika.